# Nikolaï Ioudenitch
 (janvier 2018).
Si vous disposez d'ouvrages ou d'articles de référence ou si vous connaissez des sites web de qualité traitant du thème abordé ici, merci de compléter l'article en donnant les références utiles à sa vérifiabilité et en les liant à la section « Notes et références ».
Pour les articles homonymes, voir Ioudenitch.
Nikolaï Nikolaïevitch Ioudenitch (en russe : Николай Николаевич Юденич), né le 30 juillet 1862 à Moscou (Russie) et mort le 5 octobre 1933 à Saint-Laurent-du-Var (France), est considéré comme l'un des généraux russes ayant obtenu le plus de succès pendant la Première Guerre mondiale. Plus tard, lors de la guerre civile ayant suivi la Révolution russe, il a été à la tête des armées blanches sur le front de la Baltique.

## Début de carrière

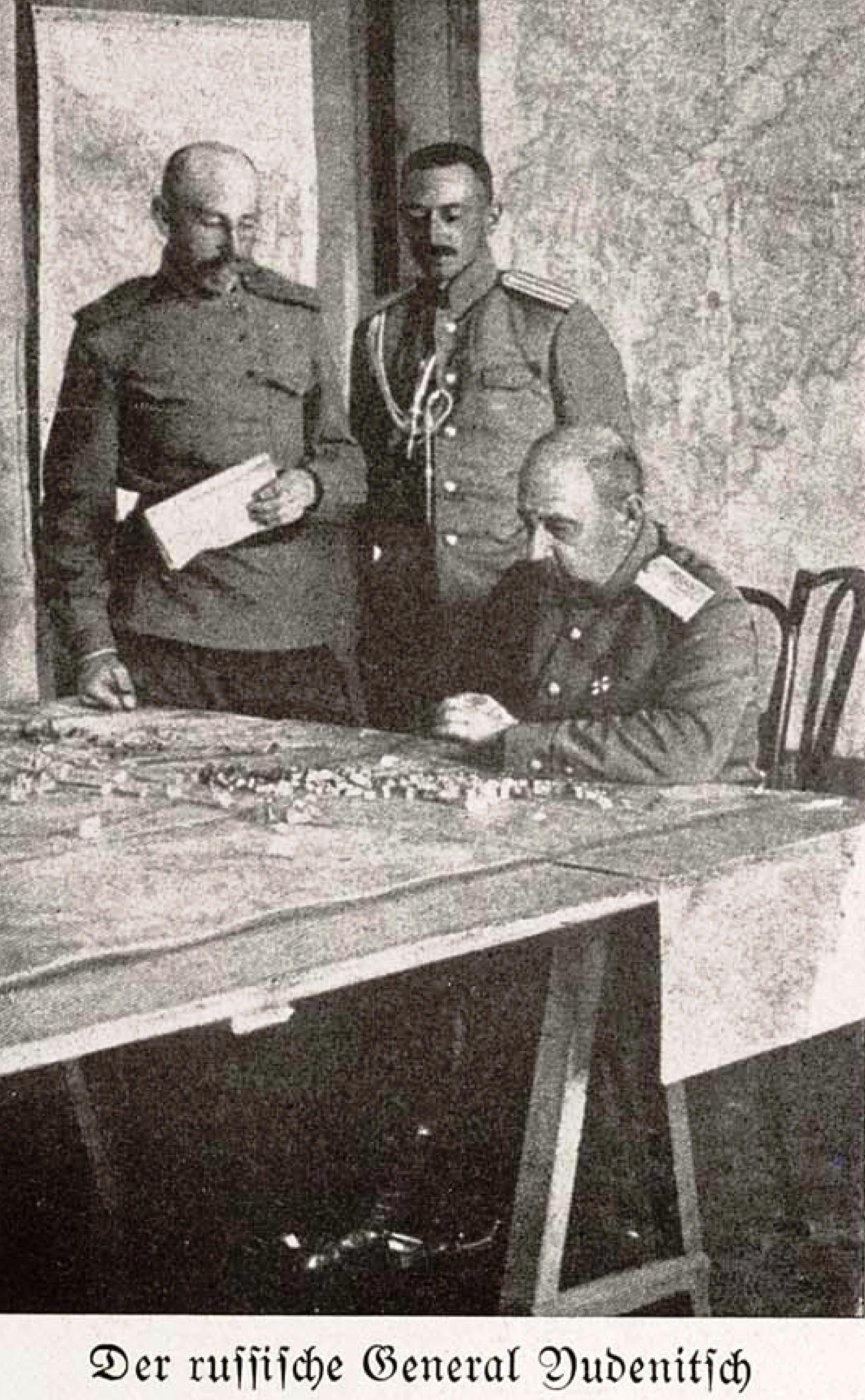
Photo de Nikolaï Ioudenitch en train d'organiser la stratégie militaire.

Né à Moscou, Ioudenitch a fait ses classes au Collège militaire d'Alexandrovsk où il a passé son diplôme en 1881. Lors de la guerre russo-japonaise en 1904, il commande un régiment sur le front. Il est nommé chef d'état-major dans le district militaire de Kazan en 1912, puis dans celui du Caucase en 1913. Au début de la guerre, en 1914, il est nommé chef d'état-major de l'armée du Caucase sous les ordres du général Vorontsov mais celui-ci, battu dès les premiers combats, est destitué. Ioudenitch est alors promu commandant de l'armée du Caucase et responsable du front.

## Première Guerre mondiale
Profitant des revers de Vorontsov, Enver Pacha tente une offensive vers Kars en passant par les montagnes mais Ioudenitch parvient à le vaincre lors de la bataille de Sarıkamış. Il essaie ensuite d'exploiter la défaite turque en envahissant l'Arménie, près du lac de Van. Ses armées investissent Van le 20 mai 1915. Deux mois plus tard, une riposte turque le force cependant à évacuer la ville. Les Russes sont refoulés d'environ 100 kilomètres sur la frontière.
Ioudenitch rassemble alors toutes ses réserves (20 bataillons) en un groupement qu'il lance sur le flanc gauche de l'armée ottomane. Prise entre deux feux, celle-ci bat en retraite vers la frontière. À la fin d'août, les Russes ré-occupent Van. Les armées tsaristes ont alors pu compter sur la sympathie de la population civile du pays.
En septembre, Ioudenitch perd son poste de commandant en chef au profit du grand-duc Nicolas, qui se retrouve responsable du front du Caucase après que Nicolas II l'a remplacé comme commandant suprême des armées. Il donne cependant carte blanche à Ioudenitch, qui organise une nouvelle offensive pour 1916. Il commence par renforcer ses positions sur Van, puis lance son armée vers Erzurum et Trébizonde.
À l'hiver 1916, il remporte la bataille d'Erzurum et s'empare de la ville de Trébizonde, en avril. À l'été, ses armées obtiennent de nouveaux succès en écrasant les Turcs à Erzincan.
La Révolution russe sonne le glas de ses victoires. Le gouvernement provisoire, n'ayant pas confiance en lui, le destitue, ce qui met fin aux victoires russes en Arménie.

## Guerre civile

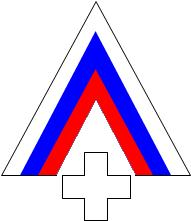
Signe distinctif de l’armée du nord-ouest

En 1918, peu après la prise du pouvoir par les Bolcheviks, Ioudenitch émigre en France puis en Estonie. En juillet 1919, il devient commandant en chef de l'Armée du nord-ouest sur le front de la Baltique. Il devient également membre du gouvernement contre-révolutionnaire du nord-ouest.
Avec l'aide des Britanniques, il passe les trois mois suivants à organiser et à entraîner son armée. Il a bientôt 20 000 hommes sous ses ordres basés à Narva et à Pskov. Certains d'entre eux, transfuges de l'Armée rouge, ne sont pas tout à fait sûrs. L'Estonie et la Finlande lui promettent leur aide s'il leur garantit l'indépendance après la guerre. Il ne le fait pas, poussant ces deux nouveaux États à la neutralité.
Coordonnant son attaque avec celle de Dénikine en Ukraine et celle de Koltchak en Sibérie, Ioudenitch se met en route le 10 octobre 1919, lançant la bataille de Pétrograd. Il remporte d'abord des victoires, occupant tour à tour Iambourg, Gatchina, Krasnoïe Selo. Le 20, il est à Tsarskoïe Selo, à 30 kilomètres de Petrograd. Il commence alors à perdre le contrôle de son armée car chacun de ses généraux veut être le premier à entrer dans l'ancienne capitale tsariste.
Le 20 octobre, Léon Trotski, chef de l'Armée rouge, donne le signal d'une contre-attaque victorieuse. Le 1er novembre, Ioudenitch ordonne la retraite. Ses troupes trouvent refuge en Estonie où elles sont ensuite évacuées par les Britanniques.
Ioudenitch s'installe en France et se tient à l'écart des intrigues des Russes blancs.
Il décède le 5 octobre 1933 à Saint-Laurent-du-Var (Alpes-Maritimes) et est enterré au cimetière russe de Nice.

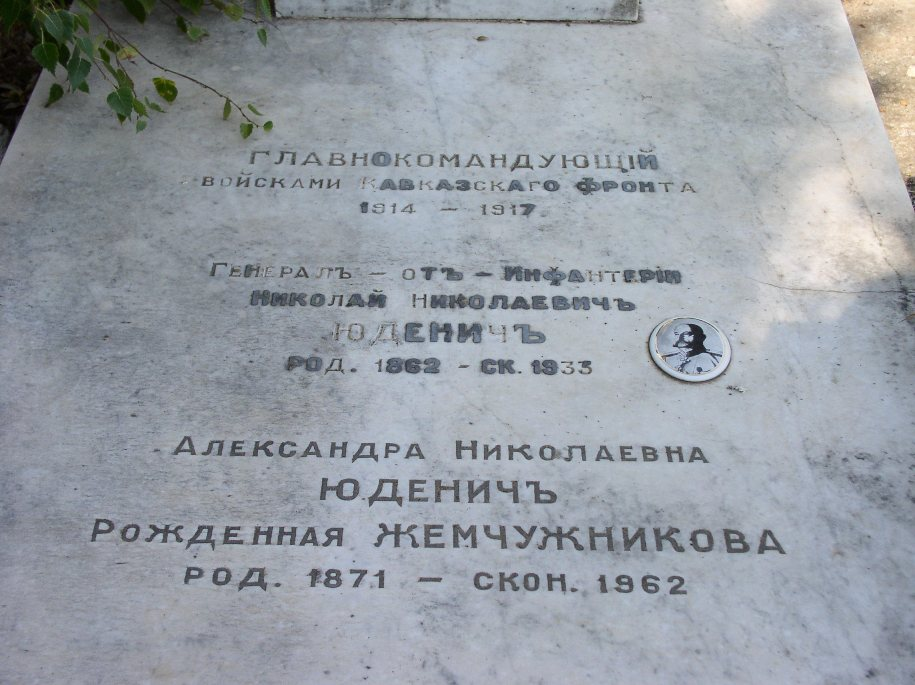
Tombeau du général Ioudénitch.

## Dans les arts et la culture populaires

### Filmographie

#### Cinéma
Le général Ioudenitch, interprété par Eugène Kumeyko, est la victime de Michka et de son ours dans la comédie Les Michkas contre Ioudenitch réalisée par Grigori Kozintsev et Leonid Trauberg en 1926 et dans laquelle jouent des membres de l'école de Leningrad la Fabrique de l'acteur excentrique.